# O Cão Amarelo
O Cão Amarelo (Yellow Dog, em inglês) é um romance do escritor britânico Martin Amis publicado pela primeira vez em 2003 no Reino Unido pela Jonathan Cape.
Como muitos dos romances de Amis, o enredo de O Cão Amarelo decorre em grande medida na época contemporânea em Londres. O romance contém várias histórias simultâneas que parecem estar ligadas, embora a resolução completa do enredo não seja imediatamente perceptível.
Apesar de algumas críticas duras, Yellow Dog fez parte da lista longa para o Man Booker Prize de 2003.

## Título
Yellow dog é aquele que professa uma posição anti-sindical, que é contra a adesão a sindicatos. Contrato yellow dog é um contrato de trabalho pelo qual o trabalhador se compromete a nunca aderir a um sindicato como condição para obter o emprego.:5
Um título inicial para o romance, de acordo com uma entrevista que Martin Amis deu ao Observer Review, em setembro de 2002, foi Men in Power (Os Homens no Poder).

## Resumo
O protagonista principal é Xan Meo, um ator e escritor muito conhecido, filho de Mick Meo, um gângster violento de Londres que havia morrido na prisão anos antes. Xan é severamente espancado, aparentemente por mencionar o nome de Joseph Andrews, um dos gângsteres rivais de seu pai, num livro. O traumatismo cerebral causado pelo espancamento afeta a personalidade de Xan o que dificulta o relacionamento com a esposa Russia (uma professora universitária que estuda as famílias dos tiranos) e as duas filhas pequenas. Andrews também conspira com Cora Susan, para se vingar sobre Xan porque Mick Meo havia aleijado o pai dela (que havia abusado sexualmente Cora).
Usando como pseudónimo Karla White, atriz de cinema porno, Cora atrai Xan (seu tio) para a Califórnia e tenta seduzi-lo, com a intenção de destruir o casamento dele, mas falha. Xan confronta Andrews, que também vive na Califórnia, e descobre que Andrews é seu pai biológico. Xan confessa isto a Cora, que revela a própria identidade e confessa que a recusa de Xan em fazer sexo com ela, juntamente com o fato de ele não ser filho de Mick Meo, fez ruir os seus planos de vingança contra a família Meo.
No livro, Henrique IX é o monarca reinante. A princesa Victoria, de 15 anos, vai ser envolvida num escândalo quando um vídeo dela nua chega à imprensa. Joseph Andrews conspirou com a amante de Henrique, He Zhizhen, para obter o vídeo e chantagear as autoridades para poder retornar à Grã-Bretanha sem ser preso. O rei que enviúva e a princesa decidem abdicar, abolindo efetivamente a monarquia.
Ao regressar à Grã-Bretanha Andrews trama para que um seu homem de mão, Simon Finger, ataque Russia Meo para fazer sofrer Xan.
Clint Smoker, repórter sénior de um tablóide de segunda categoria, tem vindo a escrever uma série de artigos sobre Ainsley Car, um jogador bruto de futebol com uma história de agressões contra as mulheres. Apesar da imagem machista, Clint é sexualmente disfuncional e responde esperançosamente a uma série de mensagens de alguém que assina "k8" (Kate). Ao descobrir que "k8" é transexual, Clint, que conversou com Karla White na Califórnia, fica enfurecido e tenta confrontar Andrews a quem Clint parece culpar pelo seu malfadado encontro com "k8". Clint mata Simon Finger e Andrews, mas fica cego na sua luta com este último.
Ao longo do romance, é feita referência à passagem de um cometa perigosamente perto da terra. Por sua vez, um avião experimenta uma série de problemas na viagem de Londres para Nova York, sendo obrigado a aterrar de emergência numa autoestrada no momento em que o cometa surge no horizonte.

## Temas
O romance pode ser considerado como uma meditação sobre a violência masculina. A ameaça do cometa é, como a ideia de reversão de tempo em Time's Arrow, e o eclipse total em London Fields, outro exemplo do uso frequente por Amis de fenómenos naturais inspiradores, e de dispositivos derivados da ficção científica, como um meio de transmitir um sentimento de maldição. Esse sentimento é intensificado pelo tema do declínio ético, que é outra marca da obra de Amis, e que se manifesta no tratamento de assuntos como incesto, :272:273 adultério, exploração sexual, pornografia :288 e violência. A personagem Russia Meo é uma especialista em filhos de tiranos, :108 e parece evidente que o autor estabelece paralelismo entre poder e tirania que se manifestam não só num nível social alargado como em pequenos grupos sociais. Está implícita a simpatia pelas vítimas do poder abusivo, em especial as crianças, mas há também uma sensação perturbadora de desamparo em face da depravação humana (particularmente masculina). A única nota de redenção oferecida está na luta de Xan contra os seus piores impulsos e a sua lenta e difícil reconciliação com a esposa e os filhos.
Martin Amis presta homenagem ao escritor Henry Fielding ao dar a um dos personagens de Cão Amarelo o nome do romance Joseph Andrews considerado um dos primeiros romances em língua inglesa.

## Recepção crítica
Helena Vasconcelos, em novembro de 2004, afirmou que Amis voltou aos seus temas principais: a esquizofrenia da sociedade, a superficialidade (nos sentimentos, palavras e actos), o aspecto nefasto da informação compactada e globalizada e o fim do indivíduo como ser pensante. Em Cão Amarelo ninguém escapa, desde a família real britânica à escumalha (delinquentes, jornalistas da tablóides, arruaceiros, loucos), todos existem num universo autista, feito de imagens dos media, que não informam mas criam um tempo indistinto, sem conteúdo nem essência. Cão Amarelo é também um exemplo perfeito de um romance contemporâneo, com a narrativa fracturada semelhante a um "zapping" frenético, a linguagem retirada das ruas, da MTV, dos "blogs" e dos "chat-rooms", e um humor ácido e delirante. É um livro que se adora ou que se detesta, mas que não deixa ninguém indiferente. E que garante um riso descontrolado e amarelo.
No jornal Público foi referido que o Cão Amarelo é sobre o mundo estar cada vez mais rasca. Nele se fala da obscenidade da vida quotidiana. O mundo é rasca, é desprezível e é perigoso. E é amarelo."
O tom geral da crítica foi descrito como de "escárnio quase universal".
Tibor Fischer, no The Daily Telegraph, numa das apreciações críticas sobre um livro mais citadas dos tempos modernos referiu que Yellow Dog não é assim tão ruim, mas também não é muito bom, sendo um pouco decepcionante. Quando o leu no Metro ficou com medo que alguém espreitasse e pudesse pensar que ele estava a gostar do que lia. "É como se um nosso tio querido fosse apanhado a masturbar-se num recreio escolar."
Philip Hensher, no The Spectator disse que "excelentes floreios se erguem como tesouros enterrados na lama", mas que Yellow Dog está repleto da retoma fraca de material antigo, de escrita laboriosa implausível e desajustada, e de narrativas promissoras que chegam a conclusões embaraçosamente fracas, sendo as últimas 40 páginas uma sequência de fracas conclusões das narrativas anteriores, como se o autor estivesse tão entediado com o próprio material quanto o leitor.
O escritor Alan Hollinghurst, no The Guardian, considerou Yellow Dog um livro perturbador, estando nas suas páginas iniciais Martin Amis no seu melhor, em todos os seus registos variados, nas suas charlas e barbaridades, no seu implacável impulso cómico, nos seus encantos estéticos, confiante dos seus efeitos surpreendentes. Tudo o que Amis escreve é altamente estruturado, mas Yellow Dog dá sinais de uma organização bastante arrepiante, nas suas três partes, capítulos e secções. Eles criam uma sensação vaga de coerção ansiosa, de significado declarado, do autor insistindo em seus termos e invenções.
No The Times Literary Supplement foi referido que Cão Amarelo marca uma queda adicional na trajetória literária de Amis e que entrelaçar todas as voltas do enredo num romance convincente ou coerente parece para lá das capacidades de Amis, além de que este livro também é abundantemente em segunda mão, pois a maior parte do material já foi usado por Amis antes.
Walter Kirn, no The New York Times, fez uma avaliação favorável do romance referindo que para além da inexistência de uma estrutura regular e da afeição enfadonha de Amis pelo eufemismo cómico, a escrita ainda é ágil e precisda, a hipérbole dirigida e punitiva e os personagens, quando ele os deixa ser, carismaticamente repulsivos. O problema é o intelectualismo de Amis, que se destaca como um pároco numa orgia e faz encolher tudo o que se encontra à volta.

## Leituras adicionais
- Bentley, Nick (2014).  Northcote House Publishing Ltd., ed. Martin Amis (Writers and Their Work). [S.l.: s.n.]
- Diedrick, James (2004).  University of South Carolina Press, ed. Understanding Martin Amis (Understanding Contemporary British Literature). [S.l.: s.n.]
- Finney, Brian (2013).  Routledge, ed. Martin Amis (Routledge Guides to Literature). [S.l.: s.n.]
- Keulks, Gavin (ed) (2006).  Palgrave Macmillan, ed. Martin Amis: Postmodernism and Beyond. [S.l.: s.n.] ISBN 978-0230008304
- Bradford, Richard (Novembro de 2012).  Pegasus, ed. Martin Amis: The Biography. [S.l.: s.n.] ISBN 978-1605983851

## Nota
- Este artigo foi inicialmente traduzido, total ou parcialmente, do artigo da Wikipédia em inglês cujo título é «Yellow Dog (novel)».